# Watch on the Rhine
Watch on the Rhine (volně přeloženo jako Stráž na Rýně) je černobílý dramatický film režiséra Hermana Shumlina z roku 1943 v hlavní roli s Bette Davis a Paulem Lukasem. Snímek byl natočen na motivy stejnojmenné divadelní hry autorky Lillian Hellman. Film byl nominován na čtyři Oscary, z toho jednu cenu získal.

## Děj
Píše se rok 1940 a Američanka Sara Mullerová (Bette Davis) se po téměř osmnácti letech vrací do rodné země doprovázená svým německým manželem Kurtem a třemi dětmi – Joshuem, Babette a Bodem. Opustili Evropu a cestují do hlavního města Washingtonu, aby se usadili v domě Sářiny matky Fanny (Lucile Watson). Ve skutečnosti to však nejsou žádné prázdniny, nýbrž útěk z nacistické Evropy. Kurt Muller je totiž protifašistickým bojovníkem a jeho žena mu je velkou oporou. Po příjezdu do domu nechtějí přidělávat matce, ani bratrovi Davidovi (Donald Woods) starosti a tak skutečnost, co Kurt dělá, zamlžují. 
V domě paní Fanny je na návštěvě rumunský baron Teck de Brancovis (George Coulouris) s manželkou Marthe (Geraldine Fitzgerald). Ta se postupně po týdnech pobytu od barona vzdaluje, a zamiluje se do Davida. De Brancovis sympatizuje s Hitlerem a je vůči Kurtovi hodně podezíravý. Proto využije příležitost a prohledá jeho osobní věci. Nalézá zbraň, značnou hotovost a roztavený prsten s iniciály MF. Kontaktuje německou ambasádu, se kterou má přátelské styky a vyžádá si seznam nacisty hledaných osob. Je odhodlaný Kurta vydírat. Mezitím Sara zjistí, že zámek na brašně je poškozen. V novinách se ještě ten den objevuje zpráva o chycení Maxe Freidecha, Kurtova letitého přítele a také spolubojovníka ve Španělsku a v Německu. Několikrát spolu překročili hranice se Švýcarskem a dokonce utekli gestapu. Kurt je odhodlaný vrátit se do Evropy a svému kamarádovi pomoct. Nejdřív se však musí vypořádat s baronem. Je ním vydírán a žádá částku 10 000 dolarů. Baron ví, že manželé ty peníze mají, protože je našel v brašně. Kurt však protestuje. Když jeho děti neměli co jíst, nevzal z oněch peněz ani cent, aby je nakrmil. Jsou to peníze pro odboj, a když je nedal vlastním dětem, nedá je ani jemu. Baron se nevzdává a vyhrožuje poskytnutím informací německému konzulátu. Fanny až teď zjišťuje, co za hosta doma trpěla. Nabídne se, že dá své úspory a Kurt si může nechat všechny naspořené peníze. 
V jednu chvíli zůstávají v hale pouze baron, Kurt a Sara. Snaží se vyjednat způsob předání peněz. Kurt namíchá drink a baron ho žádá o brandy. Má tak příležitost se přiblížit k baronovi a udeřit ho. Se zbraní v ruce žádá de Brancovise, aby s ním šel ven. Sara ví, co se stane a nechá je jít na zahradu. Přichází matka i bratr s penězi. Sara jim říká pravdu, David chce zabíjení zabránit. Sara mu v tom zabrání a tak Kurt chladnokrevně barona zastřelí. 
Závěr filmu patří Kurtovi a především jeho představiteli Paulu Lukasovi. Přesvědčivě se vypořádává s vlastním zločinem a žádá Fanny a Davida, aby mu dali dva dny na útěk. Pak nechť zavolají na policii a ohlásí zmizení Tecka de Brancovise. Celá rodina si je vědomá, že budou mít potíže, ale ve srovnání s návratem Kurta Mullera do válečné Evropy jsou ochotni do podstoupit. Dojemné loučení otce s dětmi a manželkou je absolutním vrcholem snímku. Paul Lukas podal strhující a znamenitý výkon. 

## Obsazení
| Bette Davis          | Sara Muller         |
| Paul Lukas           | Kurt Muller         |
| Lucile Watson        | Fanny Farrelly      |
| Donald Woods         | David Farrelly      |
| Geraldine Fitzgerald | Marthe de Brancovis |
| George Coulouris     | Teck de Brancovis   |
| Donald Buka          | Joshua              |

## Zajímavosti
- scénář napsal Dashiell Hammett – partner autorky divadelní předlohy Lillian Hellman[1]
- divadelní podoba Stráže na Rýně se hrála 378krát; hlavní role si – stejně jako ve filmu – zahráli Paul Lukas jako Kurt Miller, Lucile Watson jako Fanny Farrelly, George Coulouris jako baron Teck de Brancovis; představitelka Sáry byla v podání Mady Christians a baronovu ženu Marthu zahrála Helen Trenholme[2]
- The Screen Guild Theater vysílalo rozhlasovou verzi v lednu 1944 namluvenou Bette Davis a Paulem Lukasem
- o dva roky později vysílalo podobnou adaptaci taktéž Academy Award Theater; měla třicet minut a namluvil ji sám Paul Lukas[3]
- název pochází z německé písně „Die Wacht am Rhein“ (1840)

## Ocenění

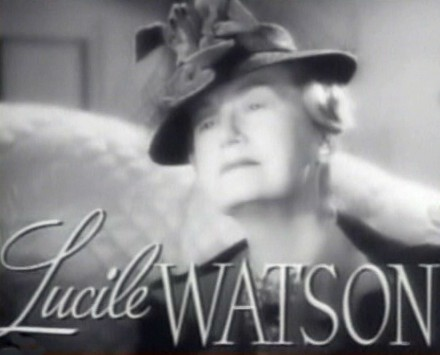
Na Oscara nominována Lucile Watson

### Oscar
- Herec v hlavní roli – Paul Lukas (cena)
- Nejlepší film (nominace)
- Herečka ve vedlejší roli – Lucile Watson (nominace)
- Scénář – Dashiell Hammett (nominace)

### Zlatý glóbus
- Herec v hlavní roli – Paul Lukas (cena)